# Gladiator Eroticvs
Pour plus de détails, voir Fiche technique et Distribution.
Gladiator Eroticvs est un film américain de série B réalisé par John Bacchus sorti en 2001.
Il parodie le film à grand succès Gladiator de Ridley Scott sorti un an plus tôt. Le titre complet du film est Gladiator Eroticvs: Les guerrières lesbiennes.

## Synopsis
En l'an 284, la puissante et séduisante général Eroticvs a vaincu son dernier ennemi par la force, la ruse et la séduction lesbienne.

## Fiche technique
- Titre complet : Gladiator Eroticvs: The Lesbian Warriors
- Réalisateur : John Bacchus
- Scénario : John Bacchus et Joe Ned
- Format : Couleurs
- Durée : 91 minutes
- Langue : anglais
- Pays :  États-Unis
- Date de sortie : 3 janvier 2001  États-Unis

## Distribution
- Darian Caine : Eroticvs
- Jade Duboir : Orgasmvs
- Misty Mundae : Clitoris
- Ruby Larocca : la compagne de Clitoris
- Debbie Rochon : Fellatio, maîtresse des esclaves
- A. J. Khan : Gladiateur lesbienne avec une lance
- Victoria Vega : Gladiateur lesbienne avec un trident
- Katie Jordan : Gladiateur lesbienne
- John Paul Fedele : Dickvs Minimvs
- Ashley Heart : Romaine lesbienne
- Heidi Christine : Romaine lesbienne
- Lilly Tiger
- Jeffrey Faoro
- Michael Raso
- John Link